# Korallenwurz
Die Korallenwurz  (Corallorhiza trifida) gehört zur Gattung Corallorhiza und damit zur Familie der Orchideengewächse (Orchidaceae).

## Name
Die Art wurde im Jahr 1760 von Jean Jacques Châtelain (1736–1822) als Corallorhiza trifida in Specimen Inaugurale de Corallorhiza... S. 8 beschrieben. Der Gattungsname bezieht sich auf den korallenartig verzweigten Wurzelstock (Rhizom) und leitet sich von den griechischen Wörtern κοράλλιον korállion „Koralle“ und ρίζα rhíza „Wurzel“ ab. Das Art-Epitheton stammt vom lateinischen trifidus „dreispaltig“. Es ist jedoch unklar, was der Beschreiber damit meinte – vielleicht bezieht er sich auf die dreiteilige untere Blütenhälfte, Blütenform oder die Lippenzeichnung.
Von den deutschen Namen Wald-Korallenwurz, Europäische Korallenwurz oder Dreispaltige Korallenwurz konnte sich keine Bezeichnung durchsetzen.

## Beschreibung
Die Korallenwurz ist eine mykoheterotrophe Pflanze ohne oder mit nur wenig Chlorophyll.
Diese Orchideen-Art, wie auch die Vogel-Nestwurz (Neottia nidus-avis) und der Widerbart (Epipogium aphyllum) „… sind dauernd auf ihre Mykorrhizapilze angewiesen und parasitieren also gewissermaßen auf ihnen …“; man hat das früher vereinfacht als Saprophyten bezeichnet. (Saprophyten sind jedoch nur Bakterien und Pilze, aber keine Pflanzen.)
Die Korallenwurz ist eine ziemlich unscheinbare, zierliche, ausdauernde krautige Pflanze. Sie hat keine Laubblätter, sondern nur wenige dem Stängel anliegende Schuppenblätter. Das Rhizom ist ausdauernd und hat eine korallenartige Form. An manchen Standorten neigen diese Pflanzen durch Verzweigung des Rhizoms zur Horstbildung.
Die zwei bis zwölf winzigen Blüten (nur 5 mm lang) sind wie die ganze Pflanze gelblichgrün gefärbt. Die Blütenhüllblätter stehen schräg nach vorne ab, die zungenförmige Lippe (Labellum) mit zahnartigen Seitenlappen ist weißlich und mit roten Punkten versehen.
Die Blütezeit dieser Art erstreckt sich insgesamt von Ende April bis in den August hinein, differiert aber sehr stark innerhalb des Verbreitungsgebietes. So beginnt die Art in den Buchenwäldern der Mittelgebirge schon Ende April zu blühen. Die Blütezeit dauert nur etwa drei Wochen. In den polaren Regionen sowie im Hochgebirge, wo sie bis in Höhen über 2000 m NN vorkommt, blüht sie dagegen erst im Hochsommer.
Die Korallenwurz blüht allerdings nicht jedes Jahr und bleibt daher oft an den Wuchsorten unsichtbar.

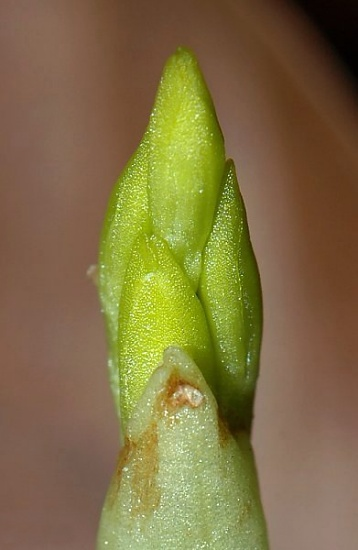
Knospen
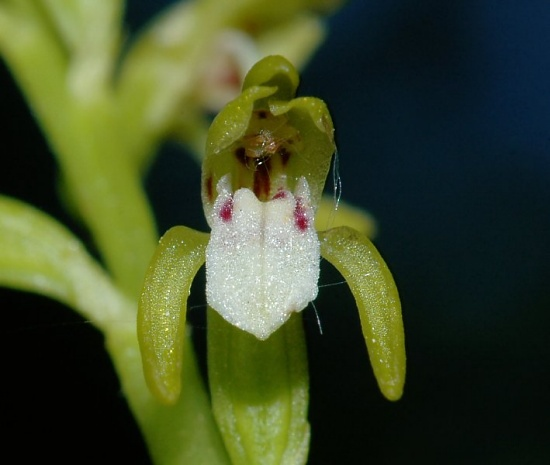
Einzelblüte
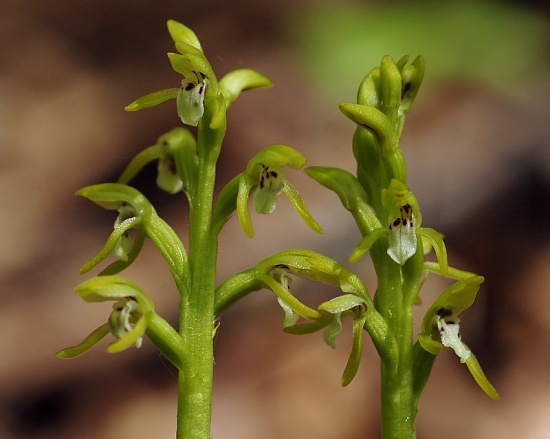
Blütenstände
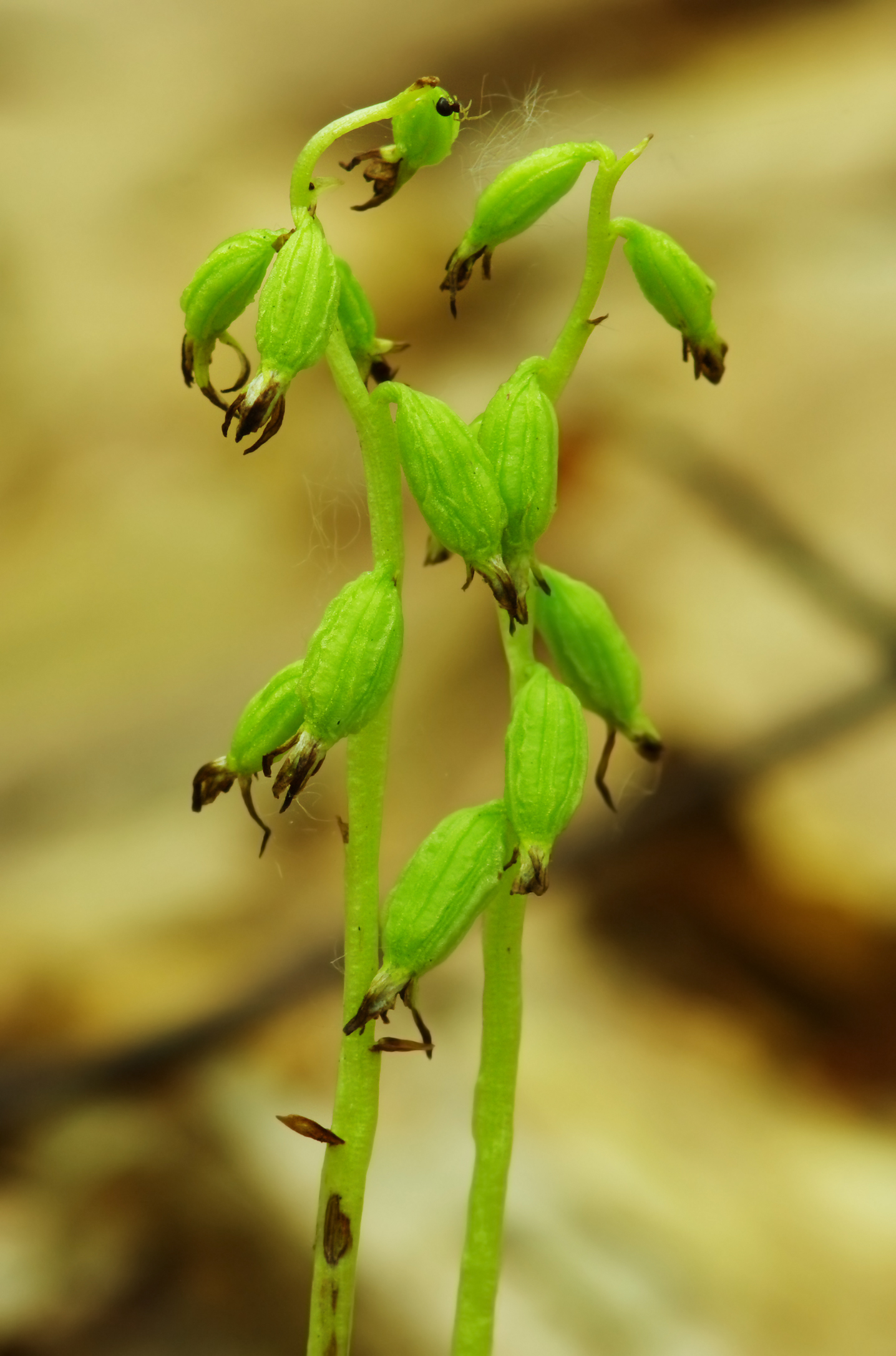
Fruchtstände

Die Chromosomenzahl beträgt 2n = 42.

## Verbreitung

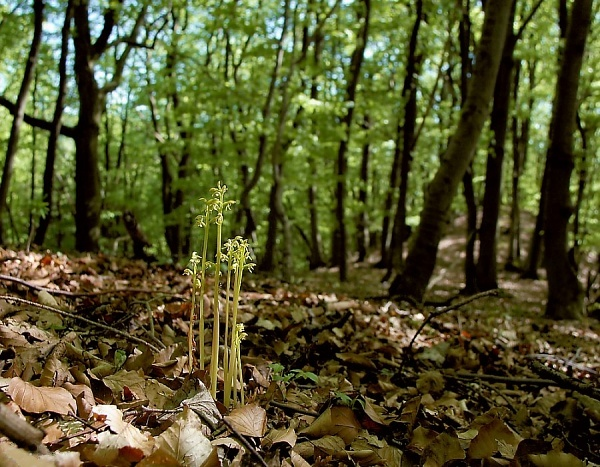
Corallorhiza trifida im Biotop, einem Kalkbuchenwald in der Rhön

Die Korallenwurz kommt als einzige Art der Gattung Korallenwurzen (Corallorhiza) in Europa vor. Daher wird sie manchmal auch als Europäische Korallenwurz bezeichnet. In Nordamerika und Mittelamerika kommen weitere, auch größere Arten vor. Es gibt weltweit 11 Arten.
Das Verbreitungsareal der Korallenwurz erstreckt sich zirkumpolar über die temperaten, borealen und arktischen Zonen der Nordhalbkugel. In Europa ist sie vor allem in Skandinavien und in den Gebirgen heimisch. Sie ist eine von fünf Orchideenarten, die sogar auf Grönland gefunden wurden. Je südlicher sie in Europa vorkommt, desto stärker wird die Bindung an höhere Gebirgslagen. Bereits in den deutschen Mittelgebirgen ist sie nicht in Tieflagen zu finden. In den Allgäuer Alpen steigt sie im Tiroler Teil bei Holzgau gegen die Vordere Mutte von 1300 bis zu 1500 Metern Meereshöhe auf. Nach Baumann und Künkele hat die Art in den Alpenländern folgende Höhengrenzen: Deutschland 50–1620 Meter, Frankreich 660–2000 Meter, Schweiz 300–2345 Meter, Liechtenstein 700–1700 Meter, Österreich 400–1900 Meter, Italien 500–2150 Meter, Slowenien 150–1480 Meter. In Europa kommt sie von 1–2345 Meter vor, in Asien bis 3500 Meter Meereshöhe.
Die Korallenwurz ist ein Florenelement der meridional/montanen, submeridional/montanen, temperaten, borealen und arktischen Florenzone.
In Deutschland zeigen sich deutliche Verbreitungsschwerpunkte: zum einen in den Alpen und im Alpenvorland, dann in der Schwäbischen und Fränkischen Alb und schließlich von der Rhön nach Thüringen.
Außerhalb dieser Gebiete tritt sie nur sehr zerstreut auf. Im Nordwesten und Norden fehlt sie ganz.

## Standorte und Ökologie
Die Korallenwurz kommt im Gebirge und in Nordeuropa vor allem in feuchten Nadelwäldern vor, im Mittelgebirge siedelt sie dagegen in Buchen- und Laubmischwäldern auf mäßig trockenen bis humiden Böden. Sie wächst gern an pflanzenarmen, moosigen oder laubbedeckten Stellen. Die Korallenwurz wächst sowohl auf kalkhaltigen als auch auf sauren Böden. Die Art gilt als Schattenzeiger. Die ökologischen Zeigerwerte nach Landolt et al. 2010 sind in der Schweiz: Feuchtezahl F = 3+w (feucht, aber mäßig wechselnd), Lichtzahl L = 1 (sehr schattig), Reaktionszahl R = 3 (schwach sauer bis neutral), Temperaturzahl T = 2+ (unter.subalpin und ober-montan), Nährstoffzahl N = 2 (nährstoffarm), Kontinentalitätszahl K = 3 (subozeanisch bis subkontinental).
Sie findet sich in den Pflanzengesellschaften folgender Verbände oder Unterverbände:
- Verband Luzulo-Fagion
- Unterverband Cephalanthero-Fagenion
- Verband Galio rotundifolii-Abietion
- Verband Alnion

(Aufschlüsselung siehe: Pflanzensoziologische Einheiten nach Oberdorfer)
Die Korallenwurz bleibt zeitlebens von der Versorgung durch die Mykorrhiza abhängig, da sie keine grünen Blätter und auch nur sehr wenig Chlorophyll besitzt (Vollmykotrophie bzw. Mykoheterotrophie).

## Naturschutz und Gefährdung
Wie alle in Europa vorkommenden Orchideenarten steht auch die Korallenwurz unter strengem Schutz europäischer und nationaler Gesetze. Die Art ist in Deutschland durch die BArtSchV besonders geschützt.
- Rote Listen:

- Rote Liste Deutschland: 3
- Rote Liste Bundesländer: Baden-Württemberg: V, Bayern: *, Brandenburg+Berlin: 1, Niedersachsen+Bremen: 0, Hamburg: 0, Hessen: 3, Mecklenburg-Vorpommern: 1, Nordrhein-Westfalen: 1, Rheinland-Pfalz: G', Saarland: -, Sachsen-Anhalt: 1, Sachsen: 1, Schleswig-Holstein: 0, Thüringen: *

Die Korallenwurz gilt als gefährdet. Hauptursache dafür sind das insgesamt seltene Auftreten der Art sowie lokale Bedrohungen durch Waldbau.

## Taxonomie und Systematik
Das Basionym dieser Art wurde von Carl von Linné im Jahr 1753 in seinem Werk Species Plantarum Tomus II S. 945 als Ophrys corallorhiza aufgestellt. Neben dem gültigen Namen Corallorhiza trifida Châtel. (1760) gibt es einige Synonyme, die durch Neubeschreibungen entstanden sind:
- Corallorhiza ericetorum Drejer (1843)
- Corallorhiza intacta Cham. & Schltdl. (1828)
- Corallorhiza innata R.Br. in W.T.Aiton (1813)

Die Schreibweise Corallorhiza wurde 1996 gegen Corallorrhiza zur Konservierung vorgeschlagen, was 1999 von der Nomenklaturkommission befürwortet wurde. Im Jahr 2000 wurde die Schreibweise Corallorhiza in die Liste der zu konservierenden Gattungsnamen des St. Louis-Code aufgenommen.
Varietäten
Von der Korallenwurz wurden zwei Varietäten beschrieben:
- Corallorhiza trifida var. verna (Nutt.) Fernald (1946)
- Corallorhiza trifida var. virescens (Drejer) Farw. (1941)

## Bildergalerie

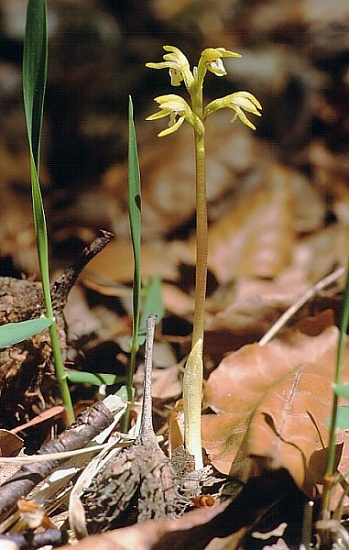
Corallorhiza trifida Habitus
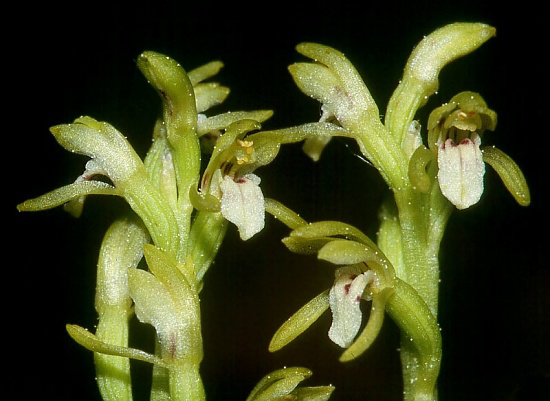
Corallorhiza trifida Blüten
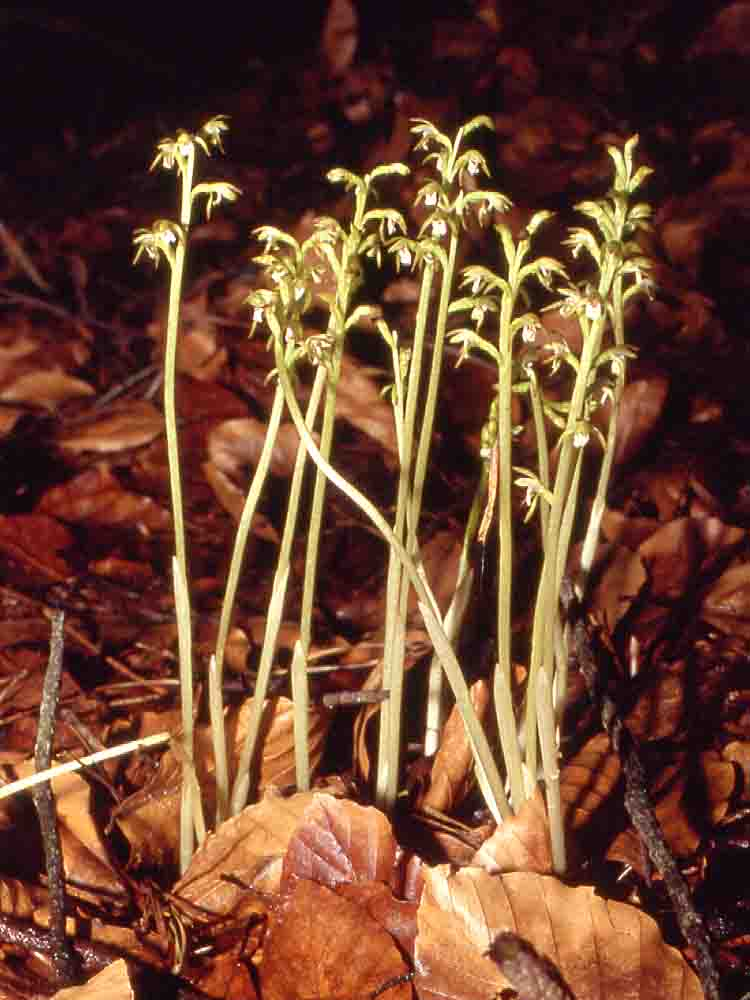
Corallorhiza trifida 26. Mai 1996 Fränkische Alb Deutschland
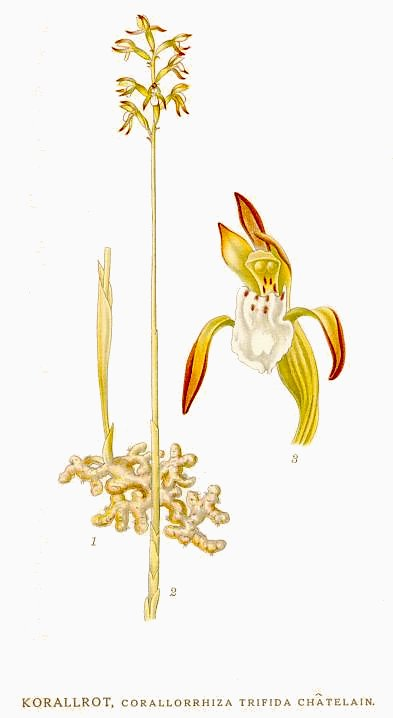
Corallorhiza trifida Abbildung in: C. A. M Lindman: Bilder ur Nordens Flora Stockholm (1917–1927) Tafel 418
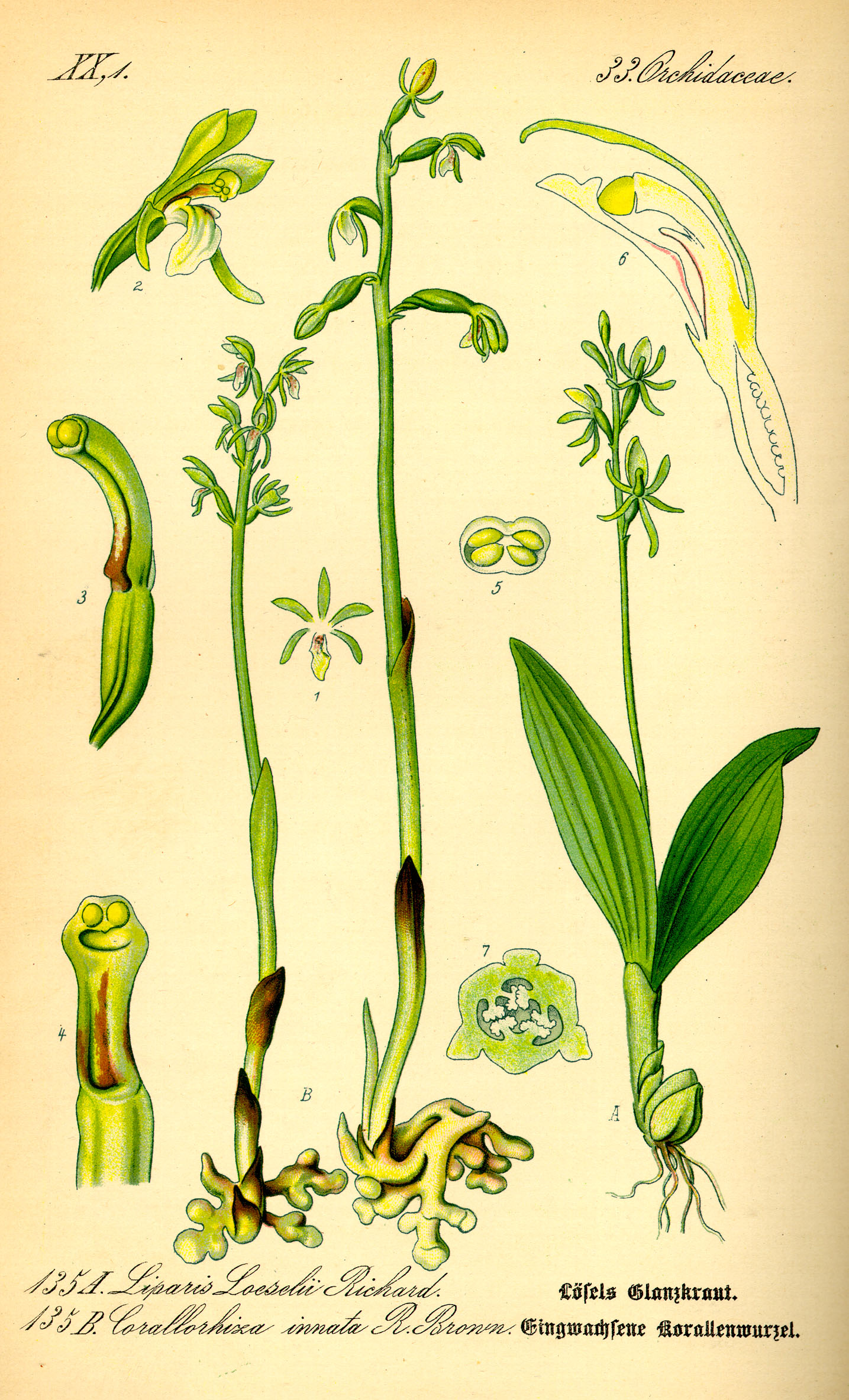
Corallorhiza trifida (links) Abbildung in: Otto Wilhelm Thomé: Flora von Deutschland, Österreich und der Schweiz, Gera (1885)

- Corallorhiza trifida
Abbildung in:
C. A. M Lindman:
Bilder ur Nordens Flora
Stockholm (1917–1927)
Tafel 418
- Corallorhiza trifida (links)
Abbildung in:
Otto Wilhelm Thomé:
Flora von Deutschland, Österreich und der Schweiz,
 Gera (1885)